# Acanthocephalus tenuirostris
Acanthocephalus tenuirostris är en hakmaskart som först beskrevs av Achmerov, et al 1941.  Acanthocephalus tenuirostris ingår i släktet Acanthocephalus och familjen Echinorhynchidae. Inga underarter finns listade i Catalogue of Life.